# Australian Indoor Championships 1990
LAustralian Indoor Championships 1990 è stato un torneo di tennis giocato cemento indoor del Sydney Entertainment Centre di Sydney in Australia. Il torneo fa parte della categoria ATP Championship Series nell'ambito dell'ATP Tour 1990. Si è giocato dall'1 all'8 ottobre 1990.

## Campioni

### Singolare maschile
Boris Becker ha battuto in finale  Stefan Edberg per 7–6(4), 6–4, 6–4.

### Doppio maschile
Broderick Dyke /  Peter Lundgren hanno battuto in finale  Stefan Edberg /  Ivan Lendl per 6–2, 6–4.